# Stronghold (jeu vidéo, 1993)
Pour les articles homonymes, voir Stronghold.
Stronghold est un jeu vidéo de gestion de type city-builder qui incorpore des éléments de stratégie en temps réel et se déroule dans l’univers de Donjons et Dragons. Développé par Stormfront Studios, il est publié par Strategic Simulations en 1993 sur IBM PC. Souvent décrit comme un SimCity transposé dans l’univers médiéval-fantastique de Donjons et Dragons, le jeu se focalise sur la construction et le développement d’une cité. Il inclut également des éléments de stratégie en temps réel, le joueur devant défendre sa cité contre les attaques des cités voisines et attaquer ces dernières.

## Système de jeu
Stronghold est un jeu de gestion de type city-builder qui incorpore des éléments de stratégie en temps réel. Souvent décrit comme un SimCity transposé dans l’univers médiéval-fantastique de Donjons et Dragons, le jeu se focalise sur la construction et le développement d’une cité. Il inclut également des éléments de stratégie en temps réel, le joueur devant défendre sa cité contre les attaques des cités voisines et attaquer ces dernières,. Les conditions de victoire sont conditionnées par l'alignement : les joueurs loyaux doivent atteindre le rang d'empereur alors que les joueurs chaotiques doivent détruire tous leurs adversaires.

## Accueil
| Stronghold |      |       |
| Média      | Pays | Notes |
| Gen4       | FR   | 85 %  |
| Joystick   | FR   | 84 %  |
| Tilt       | FR   | 85 %  |